# Busskisarna
Busskisarna (originaltitel: On the Buses) var en brittisk komisk TV-serie som sändes på ITV mellan  1969 och 1973. Komediserien skapades av Ronald Chesney och Ronald Wolfe, som skrev merparten av avsnitten, och några av skådespelarna var Reg Varney (Stan), Bob Grant (Jack Harper) och Stephen Lewis (inspektör Blake).
Seriens huvudpersoner är busschauffören Stan och konduktören Jack. De har ständiga problem att försöka undkomma inspektör Blakes vakande öga. Stan bor hemma hos mamma. Hans syster Olive och svågern Arthur bor också under samma tak.
Totalt producerades 75 avsnitt. Dessutom gjordes tre långfilmer; On the Buses, Mutiny on the Buses och Holiday on the Buses. Serien har visats i närmare 40 länder. Serien hade svensk premiär i januari 1972.